# Godihal, Raichur
Godihal là một làng thuộc tehsil Raichur, huyện Raichur, bang Karnataka, Ấn Độ.